# John Evans (calciatore)
John William Evans (Tilbury, 28 agosto 1929 – Essex, 6 gennaio 2004) è stato un allenatore di calcio e calciatore inglese, di ruolo attaccante.

## Carriera

### Giocatore
Dopo varie brevi esperienze con Tilbury (club della sua città natale), Watford e Bata Sports, nel 1949 viene ingaggiato dal Charlton, club di prima divisione: rimane in squadra fino al 25 dicembre 1953, totalizzando complessivamente 38 reti in 90 partite di campionato, quando viene acquistato per 12500 sterline. Esordisce con i Reds il giorno dopo il suo acquisto, in un pareggio casalingo per 0-0 contro il West Bromwich. Chiude la sua prima stagione al Liverpool con 5 reti in 16 presenze, insufficienti ad evitare la retrocessione in seconda divisione del club.
La stagione 1954-1955 è la sua più prolifica in carriera: mette infatti a segno 29 reti in 38 presenze nel campionato di Second Division, comunque insufficienti a consentire ai Reds di lottare per la promozione (termineranno il campionato con 42 punti in altrettanti incontri, a 12 lunghezze di distacco dalla promozione); l'anno seguente, pur non ripetendosi sui livelli della stagione 1954-1955, riesce comunque ad andare in doppia cifra di reti segnate: totalizza infatti 31 presenze e 13 reti in campionato: si tratta della sua ultima stagione da titolare nel club, visto che nella Second Division 1956-1957 gioca solamente 11 partite (con 2 reti), venendo rimpiazzato da Jimmy Melia nella formazione titolare dopo poche settimane dall'inizio della stagione, mentre l'anno seguente, dopo una sola partita giocata, viene ceduto a stagione in corso al Colchester Utd, in Third Division South: qui, in 3 stagioni di permanenza, segna in totale 22 reti in 56 presenze in terza divisione. Chiude poi la carriera giocando con i semiprofessionisti del Romford e del Ford United, ritirandosi nel 1965.

### Allenatore
Nella stagione 1965-1966 ha allenato i semiprofessionisti del Grays Athletic.